# Fíala

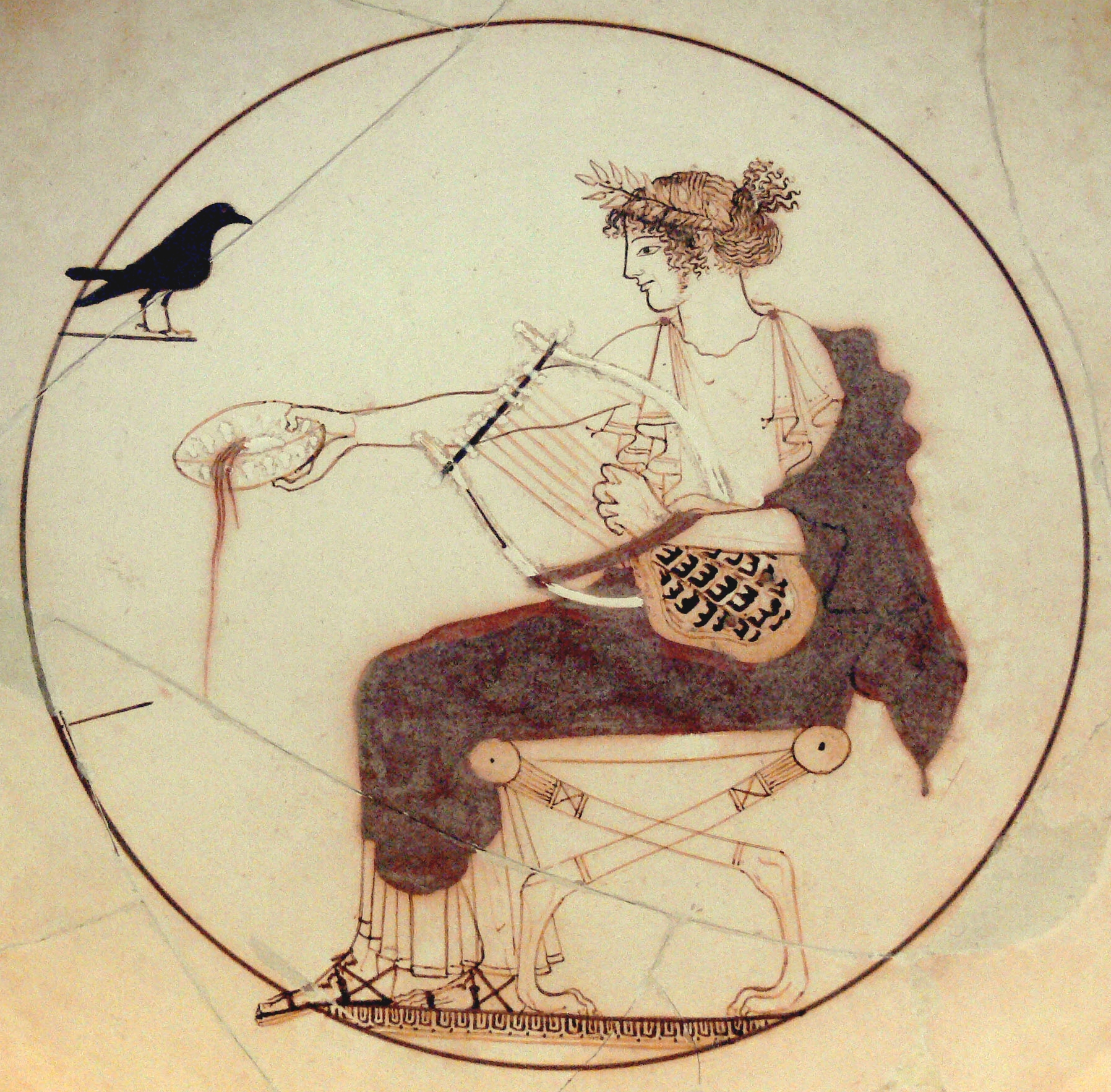
Apolo Citaredo ofreciendo una libación con una fíala, c. 460 a. C. (Museo Arqueológico de Delfos).

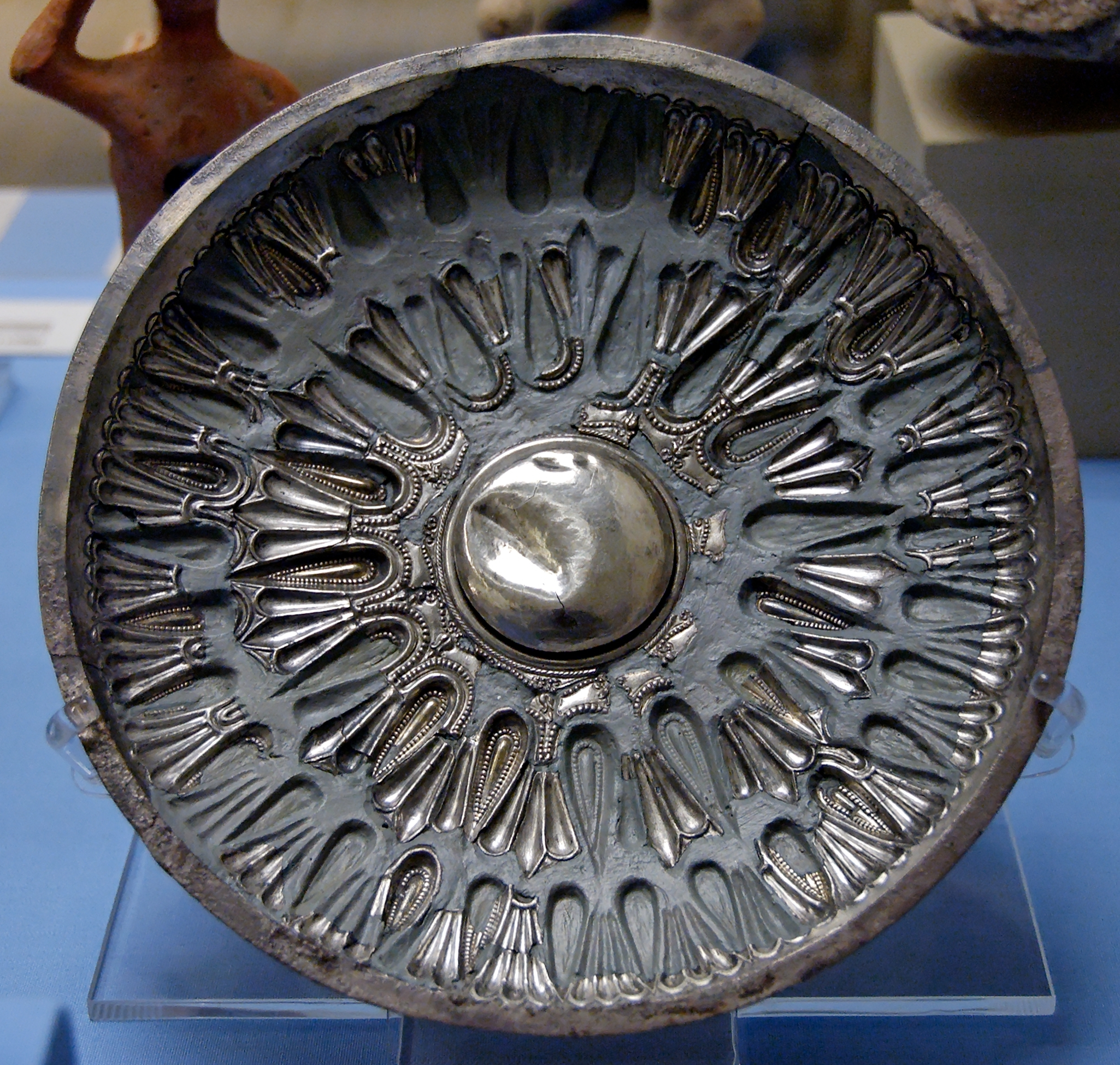
Fíala de plata, c. 400–350 a. C. De Ítaca, Grecia.

Fíala o fíale (griego antiguo φιάλη, phiálê, y luego el latín «phiala») es el nombre dado por la moderna terminología a un tipo de antigua cerámica griega o vaso metálico. Tenía forma de plato, cuenco o taza —redondo, ancho y poco profundo— sin asas ni pie, a diferencia de la cílica (kylix). 
Principalmente se usaba para libaciones que consistían en derramar vino, leche o miel en honor de los dioses. También existen ejemplares en metales preciosos como la plata y el oro, entre los referidos por Ramón Menéndez Pidal mencionados con el término 'fíala' en el romancero tradicional.
Probablemente, las fíalas de plata estuvieran destinadas a la tesaurización, como en el santuario de Apolo en Delos en la época de la independencia de la ciudad.